# Gastrodia nipponica
Gastrodia nipponica är en orkidéart som först beskrevs av Masaji Masazi Honda, och fick sitt nu gällande namn av Takasi Tuyama. Gastrodia nipponica ingår i släktet Gastrodia och familjen orkidéer. Inga underarter finns listade i Catalogue of Life.